# Ramón Sosa
Ramón Sosa Acosta (Maracaná, 31 augustus 1999) is een Paraguayaans voetballer die bij voorkeur als vleugelspeler speelt. Hij tekende in 2024 voor Nottingham Forest. In 2022 debuteerde hij voor Paraguay.

## Clubcarrière
Sosa begon met voetballen in eigen land bij River Plate en Club Olimpia. In 2022 trok hij naar Argentinië, waar hij speelde bij Gimnasia LP en Talleres. In augustus 2024 tekende Sosa een vijfjarig contract bij Nottingham Forest, dat twaalf miljoen euro veil had voor de Paraguayaans international.

## Interlandcarrière
In november 2022 debuteerde Sosa voor Paraguay. In 2024 nam hij met Paraguay deel aan de Copa América.